# London (cheval)
Carembar de Muze
Pour les articles homonymes, voir London.
London, né Carembar de Muze puis sponsorisé et re-nommé Eurocommerce London et Glock's London, est un étalon de robe alezan inscrit au stud-book du BWP. Il est monté en saut d'obstacles par Gerco Schröder, avec lequel il a décroché une médaille d'argent en individuel aux Jeux olympiques de Londres en 2012. 

## Histoire
Il naît sous le nom de Carembar de Muze, à l'élevage de Joris De Brabander.
En raison des difficultés financières de la société d'immobilier Eurocommerce, il est saisi par la justice néerlandaise juste après les Jeux olympiques de Londres, placé dans les écuries de Ben Maher, puis vendu aux enchères le 7 avril 2014, pour 8 600 000 €. L'acquéreur, Gaston Glock, fabriquant d'armes autrichien, ne sépare pas le couple, mais re-baptise le cheval Glock's London. 
Il est mis à la retraite en 2019, à l'âge de 17 ans.

## Description
Gerco Schröder estime que London est le meilleur cheval qu'il ait jamais monté.

## Palmarès
Il est 23e du classement mondial des chevaux d'obstacle établi par la WBFSH en octobre 2012, 9e en octobre 2013, puis 33e en octobre 2014.

## Origines
London est un fils de Nabab de Rêve.